# Mihaela Ursuleasa

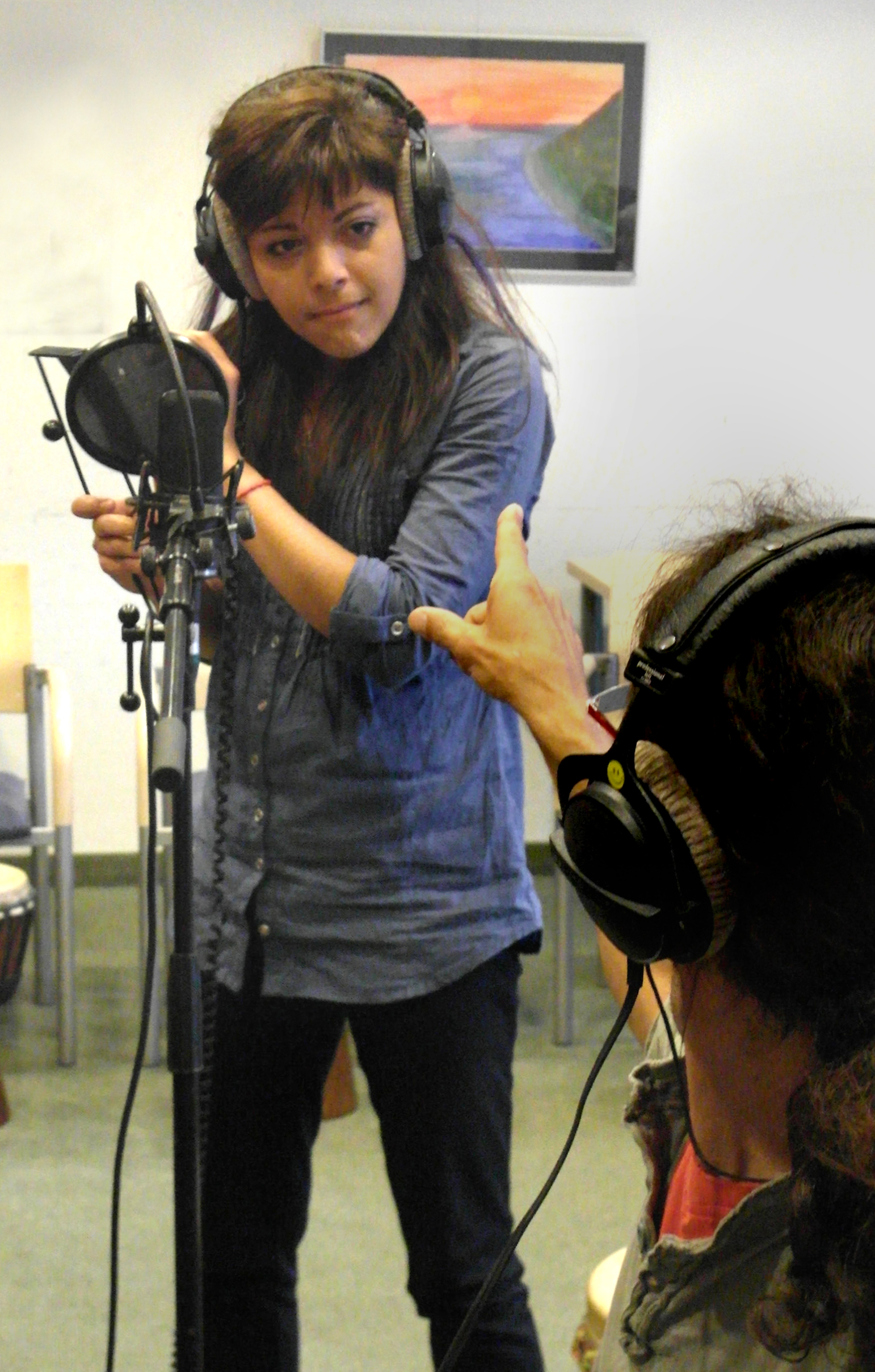
Mihaela Ursuleasa (Wien 2011)

Mihaela Ursuleasa (* 27. September 1978 in Brașov; † 2. August 2012 in Wien) war eine rumänische Pianistin.

## Leben
Mihaela Ursuleasas Vater, ein Rom, war Jazzpianist, ihre moldawische Mutter war Sängerin. Mihaela war ein Wunderkind, das schon im Alter von neun Jahren die 32 Variationen von Beethoven spielte und auf Konzertreisen ging. Sie sollte, ähnlich einer Leistungssportlerin, zu technischer Perfektion kommen, wobei auch körperliche Gewalt angewandt wurde. 1990 spielte sie als Zwölfjährige dem Dirigenten Claudio Abbado vor, der ihr riet, sich für eine intensive musikalische Weiterentwicklung mehr Zeit zu lassen. Die junge Künstlerin befolgte diesen Rat, ging nach Wien und blieb dann dort. Sie zog sich vom Konzertieren weitgehend zurück und konzentrierte sich auf ihre schulische und pianistische Weiterbildung.
1995 gewann sie den Internationalen Clara-Haskil-Klavierwettbewerb. Der weiteren schulischen Ausbildung folgten Konzert- und Rezitalabende. 1998 debütierte sie bei den Salzburger Festspielen mit dem Mozarteumorchester, und im Januar 1999 ging sie mit der Deutschen Kammerphilharmonie Bremen unter Paavo Järvi auf Tournée. In diesem Jahr machte sie auch in Wien ihr Diplom als Konzertpianistin bei Heinz Medjimorec.
Dann folgten Klavierabende in zahlreichen bedeutenden Musikhäusern, etwa im Concertgebouw Amsterdam, in der Philharmonie Köln, in der Tonhalle Zürich und in der Carnegie Hall New York. Mihaela Ursuleasa trat auch mit dem Rundfunk-Sinfonieorchester Berlin, dem Orchestre National de France, dem London Philharmonic Orchestra und öfters mit den Wiener Symphonikern auf. Weiters war sie Gast etlicher internationaler Festivals, unter anderem des Lucerne Festival, der Salzburger Festspiele und des Beethovenfest Warschau.
Als Kammermusikerin musizierte Mihaela Ursuleasa unter anderem mit der Cellistin Sol Gabetta und der Geigerin Patricia Kopatchinskaja; mit beiden spielte sie Kammermusikwerke auf CD ein.
Ihr erstes Solo-Album, Piano & Forte, erschien am 16. Oktober 2009 beim Label edel/Berlin Classics und wurde mit dem ECHO Klassik 2010 in der Kategorie „Solistische Einspielung des Jahres“ (19. Jahrhundert, Klavier) ausgezeichnet. Ursuleasa spielte Ludwig van Beethovens 32 Variationen in c-Moll, die Intermezzi op. 117 von Johannes Brahms, Maurice Ravels Zyklus Gaspard de la nuit, die erste Klaviersonate von Alberto Ginastera und eine Toccata von Paul Constantinescu ein. Ihre zweite CD, Romanian Rhapsody, mit Werken von, unter anderem, George Enescu, Paul Constantinescu, Franz Schubert und Béla Bartók erschien am 11. März 2011 beim selben Label.
Mihaela Ursuleasa lebte zuletzt in Wien. Nachdem sie kurz zuvor zwei Konzerte in Bukarest aus gesundheitlichen Gründen abgesagt hatte, wurde Ursuleasa am 2. August 2012 tot in ihrer Wiener Wohnung gefunden. Als Todesursache wurde eine Hirnblutung infolge eines Sturzes oder Aneurysmas vermutet, Fremdverschulden wurde ausgeschlossen. Ursuleasa war verheiratet und hinterließ ihren Ehemann, den Kontrabassisten Rudolf Illavsky, sowie ihre siebenjährige Tochter Ștefania, die aus einer vorangegangenen Verbindung mit dem Cellisten Rodin Moldovan hervorgegangen war.
Am 9. August 2012 wurde sie auf dem Bukarester Friedhof Cimitirul Șerban Vodă mit militärischen Ehren beigesetzt.